# Valentina Plaskan
Valentina Plaskan, slovenska novinarka, radijska moderatorka, igralka, pevka, avtorica in režiserka radijskih iger, * 2. april 1991.

## Življenjepis
Študirala je na Akademiji za gledališče, radio, film in televizijo.
Bila je novinarka, moderatorka in voditeljica na Radiu Študent. Kasneje je kot novinarka delovala v dnevnoinformativnem programu Planet TV, od septembra 2019 do leta 2021 je tam vodila večerno informativno oddajo Planet ob 18.00. Kasneje je pripravljala oddaji Slovenija izbira in Osebno z Valentino Plaskan. Je sodelavka v radijski oddaji na RTV Slovenija, Radio Ga Ga. Izdala je pesniško zbirko Stena srca (2023).
Od 3. novembra 2022 do septembra 2023 je na TV Slovenija vodila Dnevnik. Septembra 2023 jo je nova urednica informativnega programa umaknila.

### Film
Leta 2012 je kot pevka in igralka sodelovala pri filmskem projektu Adria Blues režiserja Miroslava Mandića, leta 2015 pa je igrala eno izmed glavnih vlog v slovenskem celovečernem filmu Psi brezčasja režiserja Mateja Nahtigala. Leta 2018 je igrala v slovenski spletni miniseriji Dualizem, leto prej pa v nadaljevanki Ena žlahtna štorija.